# Iemilciîne
Iemilciîne (în ucraineană Ємільчине) este așezarea de tip urban de reședință a raionului Iemilciîne din regiunea Jîtomîr, Ucraina. În afara localității principale, mai cuprinde și satele Horbove, Rudenka și Zdoroveț.

## Demografie
Componența lingvistică a așezării de tip urban Iemilciîne
     Ucraineană (96,56%)
     Rusă (3,35%)
     Alte limbi (0,03%)
Conform recensământului din 2001, majoritatea populației așezării de tip urban Iemilciîne era vorbitoare de ucraineană (96,56%), existând în minoritate și vorbitori de rusă (3,35%).